# Eugenio Lipschitz
Jeremus Eugenio Lipschitz (geboren am 5. Mai 1883 in Sümeg, Österreich-Ungarn; gestorben 1944 oder 1945 im KZ Auschwitz-Birkenau) war ein ungarisch-italienischer Einzelhändler in Rijeka, der ebenso wie seine Ehefrau Zseni Zipser im Holocaust ermordet wurde.

## Leben
Lipschitz stammte aus Westungarn. Seine Eltern waren Ignazio Lipschitz und Matilde Starck. Er hatte mehrere Geschwister. Er selbst lebte mit seiner Familie ab 1894 in Fiume/Rijeka, etablierte sich als Einzelhändler von Galanteriewaren und Schmuck und heiratete Zseni Zipszer, auch Giannetta genannt. Das Ehepaar hatte zumindest drei Kinder, die alle in Fiume geboren wurden:
- Arturo (geb. am 10. November 1914 in Fiume)[4]
- Magda, auch Maddalena, Lipschitz (geb. am 12. Mai 1917), die später Enrico Heimler heiratete und dessen Namen annahm, sowie
- Efraim, auch Francesco bzw. Feri (geboren am 2. Juni 1919).[4]

Die beiden älteren Kinder arbeiteten im Geschäft des Vaters mit. Sowohl die Tochter als auch der jüngere Sohn studierten. Beide Söhne konnten 1939 nach Palästina emigrieren. Arturo hatte zumindest ein Kind, welches in Italien gelebt haben soll. Tochter Magda flüchtete gemeinsam mit ihrem Ehemann, ihren Schwiegereltern und einer weiteren Verwandten im September 1943 in das Gebiet des heutigen Italiens. Im Folgejahr konnten die Heimlers in die Schweiz gelangen und überlebten dort das NS-Regime und den Holocaust. Magda Heimler gebar am 12. Februar 1945 in Mendrisio eine Tochter, die Daniela genannt wurde. Nach dem Ende der deutschen Besatzung Italiens kehrten die Heimlers nach Florenz zurück. Enrico Heimler verstarb 1986.
Jeremus Eugenio Lipschitz wurde vom Mussolini-Regime am 28. Juli 1940 verhaftet und war danach bis 22. Dezember desselben Jahres im Internierungslager Campagna interniert. In diesem Zeitraum schrieb er auch Tagebücher. Er und seine Ehefrau wurden im März 1944 in Fiume von deutschen Streitkräften verhaftet, zuerst nach Risiera di San Sabba verschleppt, ein deutsches Konzentrationslager in Triest, später nach Auschwitz-Birkenau. Dort wurden beide zu einem unbekannten Zeitpunkt ermordet.
Seine Schwester Paula und deren Ehemann Adolfo Simkovits wurden ebenfalls im KZ Auschwitz ermordet.

## Gedenken

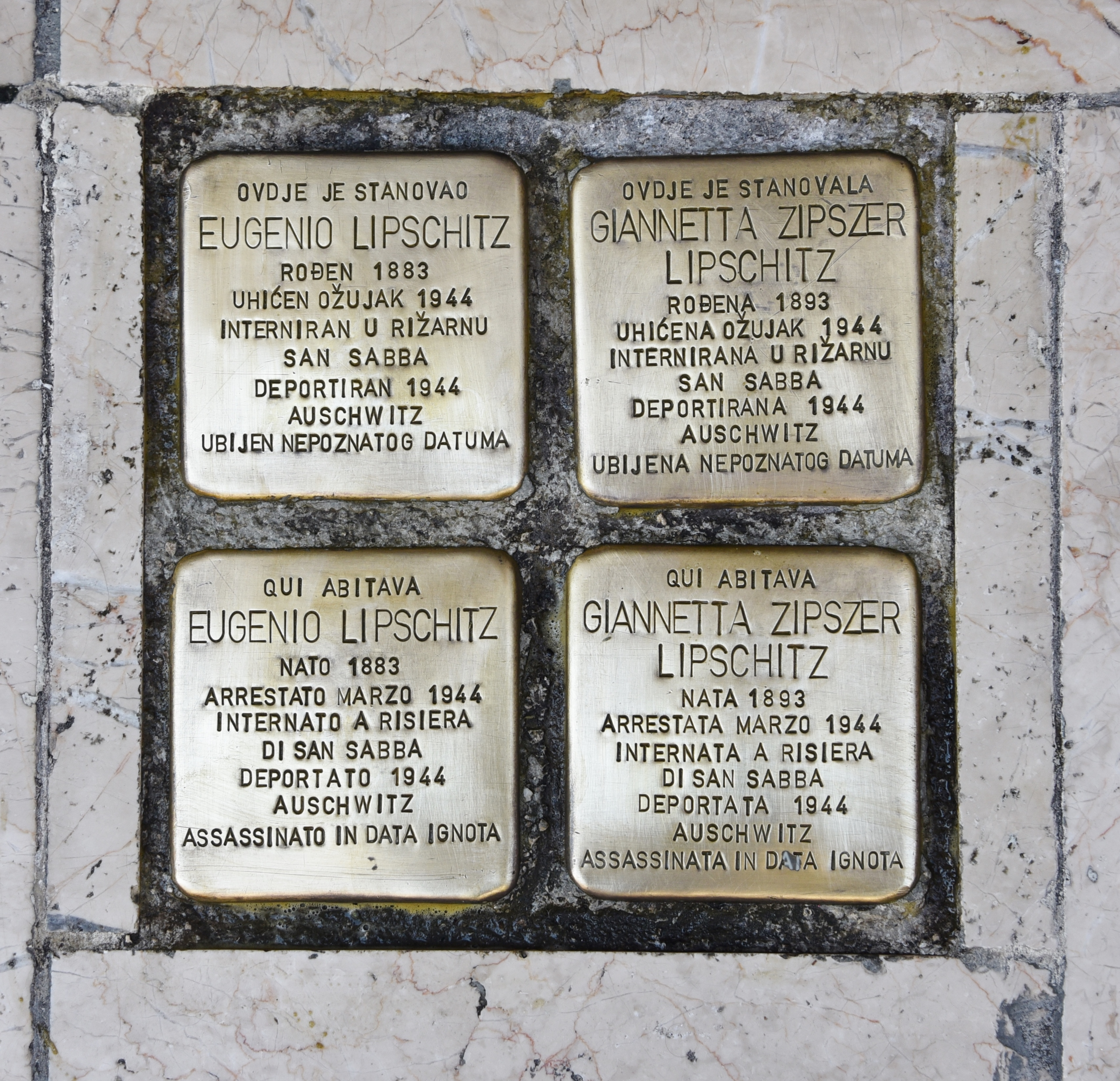
Vier Stolpersteine für das Ehepaar Lipschitz in Rijeka

Sein Bericht über die Internierung im Lager Campagna wurde von seiner Tochter aus dem Ungarischen ins Italienische übersetzt und im Jahr 2001 in Buchform veröffentlicht. Lipschitz’ Aufzeichnungen wurden vom Corriere del Mezzogiorno als eines mehrerer besonders relevanter historischer Dokumente bezeichnet. Auszüge erschienen 2015 im Sammelband La finestra della libertá.
Am 21. Mai 2013 wurden in Rijeka für Giannetta Zipszer Lipschitz und für Eugenio Lipschitz insgesamt vier Stolpersteine, für jeden der beiden jeweils zwei Steine, einer in kroatischer und ein zweiter in italienischer Sprache, verlegt. Der Name der Stolpersteine lautet auf Kroatisch: Kamen spoticanja, auf Italienisch: pietre d’inciampo. Es handelt sich um die ersten in Kroatien verlegten Stolpersteine.

## Buchpublikation
- Eugenio Lipschitz: Una storia ebraica. Tagebuchaufzeichnungen. Giuntina, Florenz 2001, OCLC 955485660 (italienisch, 161 S., Übersetzung ins Italienische aus dem Ungarischen und herausgegeben von Magda Lipschitz Heimler).